# Witold Głuch
Witold Głuch (ur. 13 kwietnia 1929 w Kamieniu Koszyrskim, zm. 13 stycznia 2002) – szopkarz krakowski, z zawodu mechanik maszyn biurowych. Wieloletni uczestnik konkursu szopek krakowskich (lata 1958–2001). Jeden z najbardziej utytułowanych szopkarzy w historii: I nagrodę w konkursie zdobywał w latach 1964, 1966, 1967, 1968, 1969, 1970, 1972, 1974, 1975, 1986, 1987, 1988, 1989, 1991, 1993, 1997, 1998 (2x). Jest również laureatem wielu nagród II i III. Specjalizował się w szopkach średnich i dużych. Jego dzieła znajdują się w kolekcji Muzeum Historycznego Miasta Krakowa i były prezentowane na wielu wystawach w Polsce i za granicą.
Pochowany na cmentarzu Batowickim.